# Wim Meutstege
Wim Meutstege (Lochem, 1952. július 28. –) Európa-bajnoki bronzérmes holland labdarúgó, hátvéd.

## Pályafutása

### Klubcsapatban
1970–71-ben a Go Ahead Eagles, 1971 és 1973 között az Excelsior, 1973 és 1977 között a Sparta Rotterdam labdarúgója volt. 1977-ben szerződött az Ajaxhoz, ahol két bajnoki címet és egy holland kupa győzelmet szerzett a csapattal. 1980-ban itt vonult vissza az aktív labdarúgástól.

### A válogatottban
1976-ban egy alkalommal szerepelt a holland válogatottban. Tagja volt az 1976-os Európa-bajnoki bronzérmes csapatnak.

## Sikerei, díjai
Hollandia
- Európa-bajnokság
  - bronzérmes: 1976, Jugoszlávia

 Ajax
- Holland bajnokság
  - bajnok: 1978–79, 1979–80
- Holland kupa (KNVB beker)
  - győztes: 1979

## Statisztika

### Mérkőzése a holland válogatottban
| Hollandia | Hollandia        | Hollandia                | Hollandia   | Hollandia | Hollandia | Hollandia     | Hollandia | Hollandia |
| #         | Dátum            | Helyszín                 | Hazai       | Eredmény  | Vendég    | Kiírás        | Gólok     | Esemény   |
| --------- | ---------------- | ------------------------ | ----------- | --------- | --------- | ------------- | --------- | --------- |
| 1.        | 1976. június 19. | Zágráb, Maksimir Stadion | Jugoszlávia | 2 – 3     | Hollandia | Eb 3. helyért | -         | 46'       |
|           | Összesen         |                          |             | 1         | mérkőzés  |               | 0         | gól       |